# Desiderato Pietri
Desiderato Pietri (Bastia, ... – Calatafimi, 15 maggio 1860) è stato un patriota italiano di cittadinanza francese, primo caduto della Spedizione dei Mille nella battaglia di Calatafimi.

## Biografia
Nato forse a Bastia, anche se è ignoto il luogo esatto della nascita ed è ignota anche la data e l'unico dato certo è che suo padre si chiamava Giuseppe.
Visse molti anni a Livorno ma conservò sempre la cittadinanza francese, disertò dall'Esercito sardo per diventare cameriere di bordo del Piemonte, piroscafo utilizzato da Garibaldi per la Spedizione dei Mille nel 1860, tentennante fino all'ultimo decise poi di sbarcare a Marsala come racconta il patriota toscano Giuseppe Bandi, che partecipò anch'egli alla spedizione, nel suo libro postumo I Mille, da Genova a Capua. Inoltre venne ripreso dallo stesso Bandi per la sua esosità e per la sua avidità.
Fu il primo caduto dei Mille: morì il 15 maggio 1860 nella battaglia di Calatafimi; le sue ultime gesta sono state anch'esse raccontate nel libro del Bandi: 
Tosto io dissi: Generale [ Garibaldi ndr ], debbo chiamarlo indietro quel matto? Lasciatelo fare, rispose il generale. Ognuno ha la sua ispirazione. 
Tacqui e seguitai a guardare. Il povero diavolo, tratto pei capelli dal suo destino, camminò ancora cento o dugento passi, e poi fece alto, e s’inginocchiò.»
Una via è stata dedicata a Pietri nel Lido di Ostia, frazione di Roma. È stato anche ricordato dallo scrittore e drammaturgo Riccardo Bacchelli nel discorso pronunciato al Teatro Lirico di Milano l'8 maggio 1960 in occasione del centenario della spedizione.